# 尹增鉉
尹增鉉（：／ Yoon Jeung-Hyun，1946年9月19日—），大韩民国经济官员。2010年担任企划财政部长官，2010年8月11日国务总理郑云灿辞职后代理国务总理至9月30日。
庆尚南道马山市出身，1969年首爾大學法律系毕业，2年后在首爾大学行政大学院获得硕士学位，并在当年行政高等考试中合格后担任公务员。

## 履历
- 1986年5月27日：财务部银行科长[2]
- 1987年4月6日：财务部金融政策科长[3]
- 1990年9月18日：财政部税制室审议官[4]
- 1992年8月8日：财务部证券局长[5]
- 1994年5月7日：财务部金融局长[6]
- 1994年12月28日：财政经济院金融政策总管审议官[7]
- 1996年1月5日：财政经济院税制室室长[8]
- 1997年1月6日：财政经济院金融政策室室长[9]
- 1998年3月13日：国立税务大学校长[10]
- 1999年6月：亚洲开发银行理事
- 2004年8月4日：金融监督委员会委员长
- 2009年2月10日至2011年5月31日：企划财政部长官
- 2010年8月11日至2010年9月30日：代理國務總理